# 伊達邦成
伊達 邦成（だて くにしげ）は、江戸時代末期から明治時代にかけての仙台藩一門・亘理伊達家第14代当主。
戊辰戦争で新政府軍に敗れ、99%以上の知行を取り上げられたため、家臣団と共に北海道開拓に活路を求めた。開拓の功により、勲四等を叙勲され、男爵に叙せられている。
鹿島国足神社祭主。のちにキリスト教徒（日本基督一致教会の信徒）となったが、伊達神社および開拓神社の祭神ともなっている。

## 人物
仙台藩領において、岩出山伊達家当主・伊達義監の次男として生まれ、亘理伊達家第13代・伊達邦実の婿養子となった。伊達宗家は当初、邦成を一関藩田村家の養子にしようとしたが、邦実の未亡人である保子が反対して亘理家に入る事になり、「亘理伊達家の婿泥棒」と言われた。
亘理領主となり、戊辰戦争では海道筋に出兵した。藩主・伊達慶邦の命により和平交渉を担い、講和への道筋をつくった。
仙台藩降伏後、知行を23,853石から58石（従前の0.24%）へと減らされたため、数百名もの家臣団を養うことが不可能になり、家老・常盤新九郎（田村顕允）の意見により明治3年（1870年）から数次にわたって家臣らを率い、家族と共に北海道に移住、胆振国有珠郡（現在の伊達市）を開拓した。
明治9年（1876年）4月8日、国足神社建立に伴い、祭主として遷座祭を執行した。一方、明治19年（1886年）に押川方義から洗礼を受け、日本基督一致教会の信徒となった。明治25年（1892年）、開拓の功により、勲四等瑞宝章を受勲、男爵に叙せられた。
墓地は伊達市霊園にある。昭和10年（1935年）、有珠郡開拓の先覚者であり偉勲者であるとして、田村顕允と共に伊達神社に祀られた。

## 栄典
- 1892年（明治25年）
  - 7月19日 - 勲四等瑞宝章[3]
  - 10月15日 - 男爵[4]
  - 10月31日 - 従五位[5]
- 1915年（大正4年）11月10日 - 贈従四位[6]

## 系譜
- 父：伊達義監
- 養父：伊達邦実
- 養母：伊達保子
- 妻：伊達豊子（伊達邦実次女）
  - 伊達基（もとい）- 第15代当主・男爵。妻は石川邦光の娘・昌
  - 成子（佐竹義準の妻）
  - 亀久子（亘理胤正の妻）
  - 伊達成保
  - 祐子（石川光輝の妻）

## 関連作品

### 小説
- 本庄陸男『石狩川』（1939年の作品、新日本出版社）
- 大山夏輝『月風』、文芸社、2010年　ISBN 978-4-286-09387-1